# 75 mm armata czołgowa

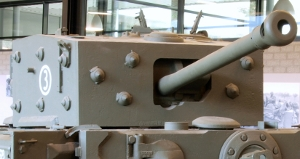
Armata 75 mm w czołgu Mk VIII Cromwell

Armata czołgowa 75 mm (ang. Royal Ordnance Quick Firing 75 mm) – brytyjska armata przeciwpancerna z okresu II wojny światowej, powstała jako modyfikacja armaty 6-funtowej (57 mm), używała tej samej amunicji co amerykańska armata 75 mm.
Głównym powodem powstania tej armaty był fakt, że amunicja odłamkowa używana w armacie 6-funtowej nie była wystarczająco skuteczna przeciwko "miękkim", nieopancerzonym celom. Wszystkie egzemplarze armaty 75 mm powstały po przekalibrowaniu istniejących już armat 6-funtowych, wszystkie zewnętrzne wymiary tych dwóch broni były identyczne.
Nowa armata została użyta w kilku brytyjskich czołgach takich jak Cromwell, Valentine i Churchill.
O ile amunicja odłamkowa armaty 75 mm okazała się rzeczywiście dużo skuteczniejsza od wcześniejszej amunicji 6-funtowej, to przebijalność pancerza przez nowe działo była znacznie gorsza niż jego poprzednika (zaledwie 70 mm z 500 m).